# 奥屋駅
奥屋駅（おくやえき）は、かつて岐阜県恵那郡川上村（現・中津川市）に存在した、坂川鉄道の駅（廃駅）である。
坂川鉄道の終点は丸野駅だが貨物駅のため、旅客営業としては当駅が終点となる。

## 歴史
- 1926年（大正15年）12月12日 - 坂川鉄道新坂下駅 - 丸野駅間が開通し、当駅が開設される[3]。
- 1944年（昭和19年）12月1日 - 坂川鉄道が廃止され、当駅も廃止される[4]。なお、坂川鉄道の路線は林野局に譲渡され、森林鉄道の坂下森林鉄道の一部となったため、駅としてではなく、坂下森林鉄道と森林鉄道の田立森林鉄道との接続施設として存続する。
- 1956年（昭和31年） - 坂下森林鉄道の旧坂川鉄道の区間廃止。
- 1958年（昭和33年） - 田立森林鉄道廃止により接続施設廃止。

## 駅構造
- 旅客用は1面1線のホームであった。
- 田立森林鉄道と接続しており、木材積込用の側線が4線あり、貯木場も存在していた。

## 乗客・貨物の推移
| 年度 | 乗車人員 | 降車人員 | 貨物発送トン | 貨物到着トン |
| ---- | -------- | -------- | ------------ | ------------ |
| 1927 | 5,498    | 7,101    | 93           | 528          |
| 1928 | 3,901    | 4,798    |              |              |
| 1929 | 3,389    | 4,117    | 5,183        | 284          |
| 1930 | 2,532    | 3,021    | 2,785        | 274          |
| 1931 | 1,719    | 2,260    | 4,337        | 508          |
| 1932 | 2,897    | 3,282    | 4,204        | 684          |
| 1933 | 3,510    | 4,393    | 5,875        | 481          |
| 1934 | 2,982    | 3,494    | 2,594        | 392          |
| 1935 | 3,083    | 3,598    | 9,187        | 335          |

- 『岐阜県統計書デジタルアーカイブ』岐阜県より1928年度の貨物量は誤りがあり空欄とした

## 現在の状況
- 岐阜県道411号裏木曽公園線にある濃飛バスの「奥屋」バス停が跡地にあたる。

## 隣の駅
坂川鉄道
坂川鉄道線
森平駅 - 奥屋駅 - （貨）丸野駅